# Thomas Cup 1961
La Thomas Cup es una competencia internacional de bádminton por equipos varoniles; su contraparte femenil es la Uber Cup. El primer torneo se celebró en 1949 y subsecuentemente cada 3 años, hasta que en 1982, se estableció que se realizase una nueva edición cada 2 años. En la competición del año 1961, 19 equipos nacionales participaron divididos en cuatro zonas de clasificación, a saber: Asia, Australasia, Europa y América. Los ganadores de cada zona compitieron en la ronda de interzonas que se jugó en Yakarta, Indonesia. El ganador de la ronda de interzonas enfrentaría al campeón defensor, Indonesia, en la Ronda de Reto o Challenge Round.

## Resumen de la primera ronda: zonas clasificatorias
Tailandia dominó la zona asiática, a pesar de que no contó con su mejor singlista, Charoen Wattanasin; primero derrotando a la India (6–3), después al tres veces campeón Malasia (7–2) y, finalmente, a Pakistán (8–1). Como notas marginales, el talentoso jugador hindú Nandu Natekar ganó todos sus juegos, mientras que el jugador de Malasia Eddie Choong, cuyos mejores años desafortunadamente habían pasado a muy corta edad, fue derrotado en todos sus juegos de singles. Cabe añadir que ningún jugador del equipo tailandés tenía más de 24 años.
Por segunda vez consecutiva, Japón no compitió en la zona de Australasia, así que Australia, liderada por Kenneth Turner, avanzó a la siguiente ronda de Inter-zona, después de haber derrotado 8-1 a Nueva Zelanda. En la zona de Europa, Dinamarca derrotó una vez más a Inglaterra en la final. La zona Americana, como de costumbre se limitó a un duelo entre Estados Unidos y Canadá, mismo que fue ganado como siempre por Estados Unidos 7–2. Una vez más, Joe Alston y Wynn Rogers tuvieron una destacada participación en el equipo estadounidense, apoyados por un nuevo contingente de jóvenes singlistas.

## Resumen de la segunda ronda: Inter-zonas
Australasia
- Australia
- Indonesia (eximida hasta la Ronda de Reto)

Asia
- Tailandia

Europa
- Dinamarca

América
- Estados Unidos

La ronda de Inter-zonas se jugó el 1 y 2 de junio en Yakarta, Indonesia. Tailandia derrotó a Australia sin haber perdido un solo set. Por su parte, Dinamarca eliminó a Estados Unidos 7–2, aunque los daneses dieron evidencia de tener problemas con el clima cálido húmedo de Indonesia, pues, a pesar de contar con jugadores clasificados entre los mejores del mundo, se vieron en dificultades contra los norteamericanos, en especial contra los californianos, quienes mostraron mejor adaptación al clima tropical.
La preocupación danesa por el clima se materializó en su enfrentamiento contra los taliandeses. Todo el equipo danés estaba integrado por jugadores que habían ganado o ganaron en el futuro alguna vez el All-England, mientras que el equipo tailandés estuvo compuesto por jugadores que nunca pudieron ganar dicho torneo. Y aunque Erland Kops y Finn Kobbero vencieron al jugador número dos de Tailandia, Somsook Boonyasukhanonda, fueron sorprendidos por un joven Channarong Ratanaseangsuang. Igualmente, una de las mejores parejas de dobles de la historia, Finn Kobbero y Jorgen Hammergaard Hansen, fueron vencidos por las dos parejas doblistas del equipo tailandés, quienes sumaron cuatro victorias en dobles. De esta forma, Tailandia calificó a la Ronda de Reto, tras vencer a Dinamarca con un contundente 7–2.

### Primera fase
| Tailandia | 9–0 | Australia      |
| Dinamarca | 7–2 | Estados Unidos |

### Fase final
| Yakarta, Indonesia     | Yakarta, Indonesia |
| ---------------------- | ------------------ |
| 6 y 7 de junio de 1961 |                    |
| Dinamarca              | Tailandia          |
| 2                      | 7                  |

## Ronda de reto
El objectivo de Tailandia de derrotar a un fuerte equipo de Indonesia en el Senayan Stadium de Yakarta, parecía más que imposible, peor aún cuando los árbitros provenientes de Malasia, un país neutral, nunca llegaron. Y así fue, tal y como había sucedido tres años atrás, los singlistas indonesios ganaron sus cinco juegos. Channarong Ratanaseangsuang no logró mantener la consistencia que había demostrado contra Erland Kops y Finn Kobbero, siendo fácilmente derrotado por Tan Joe Hok y Ferry Sonneville; todavía más sencilla fue su victoria sobre Somsook Boonyasukhanonda. Por contraste, las parejas doblistas de Tailandia se vieron bien en sus encuentros, sobre todo, Narong Bhornchima y Raphi Kanchanaraphi, quienes ganaron sus dos encuentros. Sin embargo, los aciertos del equipo tailandés en sus partidos de dobles, no fueron suficientes y Tailandia perdió la serie contra Indonesia 6-3, quien retuvo el título de la Thomas Cup.
| Yakarta, Indonesia       | Yakarta, Indonesia |
| ------------------------ | ------------------ |
| 10 y 11 de junio de 1961 |                    |
| Tailandia                | Indonesia          |
| 3                        | 6                  |

| 1961 Thomas Cup - ganador |
| ------------------------- |
| Indonesia Segundo título  |